# Пчела на гребне
«Пчела на гребне» — книга-головоломка английского писателя и художника Кита Уильямса.  Впервые была опубликованна в мае 1984 года. Эта книга является продолжением предыдущей книги Уильямса о поиске сокровищ «Маскарад», хотя и не является прямым продолжением.
Книга изначально была издана названия на обложке, в результате чего она известна и как «Без названия», и как «Пчелиная книга» и в других вариациях. Выяснение истинного названия книги стало основой для конкурса читателей.

## Сюжет
В книге писатель Кита Уильямса повествует об одном дне из жизни пчеловода по имени Амброз и о том, как на него и его пчел влияют олицетворения четырех времен года.

## Конкурс по поиску названия
Первоначально книга была опубликована без названия. И читателям было предложено определить название по подсказкам внутри самой книги и отправить свой ответ, не используя письменное слово. Этот конкурс длился всего год и один день, и завершился 25 мая 1985 года. а победитель был объявлен в прямом эфире чат-шоу BBC TV Wogan. Победителем стал Стив Пирс из Лестера, представивший небольшой украшенный шкафчик, на котором было изображено название при повороте ручки. Ему, как победителю, вручили приз - золотую статуэтку «пчелиная матка» и экземпляр книги с угаданным названием.